# Бен, Марио
Ма́рио Бен (нидерл. Mario Been; род. 11 декабря 1963, Роттердам, Южная Голландия) — нидерландский футболист и тренер. Выступал на позиции полузащитника.

## Карьера

### Клубная
Марио Бен начал выступления за «Фейеноорд» в сезоне 1982/83 и сразу же стал вице-чемпионом Нидерландов. По итогам следующего сезона полузащитник в составе команды стал чемпионом и обладателем кубка страны, а также был признан футбольным талантом года в Нидерландах. За клуб из Роттердама Бен выступал до окончания сезона 1987/88, после чего решил попробовать свои силы в Серии А, перейдя в «Пизу».
За итальянский клуб футболист играл на протяжении 3 сезонов и за это время вместе с клубом вылетел в Серию B и вернулся обратно. Летом 1990 года Марио Бен возвратился в Нидерланды, подписав контракт с «Родой».
За «Роду» полузащитник выступал один сезон, а затем также по году отыграл за «Херенвен» и австрийский клуб «Ваккер». В 1993 году Бен перешёл в «Эксельсиор», где и завершил карьеру 3 года спустя.

### В сборной
Единственный раз в карьере Марио Бен сыграл за сборную Нидерландов 14 ноября 1984 года. В матче отборочного турнира к чемпионату мира-86. На 73-й минуте матча против австрийцев полузащитник заменил на поле Тона Локхоффа.

### Тренерская
Марио Бен начал тренерскую карьеру в дублирующей команде «Фейеноорда». Летом 2006 года стал главным тренером «Эксельсиора» и в первый же сезон выиграл с командой турнир первого дивизиона и вернул клуб в Эредивизи. После этого был приглашён в НЕК.
Команду из Неймегена Бен возглавлял три года и по итогам сезона 2007/08 вывел НЕК в Кубок УЕФА (с 8-го места в чемпионате, через плей-офф). В Кубке УЕФА 2008/09 НЕК выбил из розыгрыша бухарестское «Динамо», затем вышел из группы с третьего места, опередив московский «Спартак» и «Динамо» (Загреб), и в 1/16 финала проиграл немецкому «Гамбургу» с общим счётом 0:4.
В 2009 году Бен возглавил «Фейеноорд». Под его руководством команда в первом сезоне заняла четвёртое место в чемпионате страны и получила путёвку в Лигу Европы. Через год результаты оказались хуже (10-е место в чемпионате и проигрыш бельгийскому «Генту» в квалификационном раунде Лиги Европы), и тренер покинул команду.
Следующим местом работы Бена стал бельгийский клуб «Генк». В сезоне 2012/13 голландский специалист выиграл с командой Кубок Бельгии и вывел её в 1/16 финала Лиги Европы.

## Статистика

### Матчи Бена за сборную Нидерландов
| Матчи Бена за сборную Нидерландов | Матчи Бена за сборную Нидерландов | Матчи Бена за сборную Нидерландов | Матчи Бена за сборную Нидерландов | Матчи Бена за сборную Нидерландов | Матчи Бена за сборную Нидерландов |
| --------------------------------- | --------------------------------- | --------------------------------- | --------------------------------- | --------------------------------- | --------------------------------- |
| №                                 | Дата                              | Соперник                          | Счёт                              | Голы Бена                         | Соревнование                      |
| 1                                 | 14 ноября 1984                    | Австрия                           | 0:1                               | —                                 | Чемпионат мира 1986 (отбор)       |

Итого: 1 матч / 0 голов; 0 побед, 0 ничьих, 1 поражение.

## Достижения

### Командные
Фейеноорд
- Чемпион Нидерландов: 1983/84
- Вице-чемпион Нидерландов: 1982/83
- Обладатель Кубка Нидерландов: 1983/84

### Личные
- Футбольный талант года в Нидерландах: 1984

### Тренерские
Генк
- Обладатель Кубка Бельгии: 2012/13